# MyHockey League 2023/24
Die Spielzeit 2023/24 war die siebte Austragung der MyHockey League, die dritte Spielklasse im Schweizer Eishockeysport.
Die Meisterschaft umfasste 12 Teams, wie in der Vorsaison. Neu dabei waren der sich aus der Swiss League zurückgezogene SC Langenthal und der GDT Bellinzona, der aus der 1. Liga aufsteigen konnte. Sie ersetzen den HCV Martigny (Aufstieg in die Swiss League) und den EHC Dübendorf (Abstieg in die 1. Liga).
Am Saisonende stieg der EHC Chur in die Swiss League auf. Der GDT Bellinzona und der HC Düdingen Bulls stiegen in die 1. Liga ab.

## Teilnehmer
| Team                  | Standort     | Eishalle                         | Kapazität |
| --------------------- | ------------ | -------------------------------- | --------- |
| EHC Arosa             | Arosa        | Sport- und Kongresszentrum Arosa | 3'000     |
| GDT Bellinzona        | Bellinzona   | Centro sportivo di Bellinzona    | 2'360     |
| EHC Bülach            | Bülach       | Sportzentrum Hirslen             | 3'000     |
| EHC Chur              | Chur         | Thomas Domenig Stadion           | 6'500     |
| HC Düdingen Bulls     | Düdingen     | Eisbahn Sense-See                | 1'000     |
| HC Franches-Montagnes | Saignelégier | Centre de Loisirs                | 1'000     |
| EHC Frauenfeld        | Frauenfeld   | Kunsteisbahn Frauenfeld          | 1'925     |
| Hockey Huttwil        | Huttwil      | Campus Perspektiven              | 3'500     |
| SC Langenthal         | Langenthal   | Eishalle Schoren                 | 4'320     |
| SC Lyss               | Lyss         | Seelandhalle                     | 1'630     |
| EHC Seewen            | Seewen SZ    | Kunsteisbahn Zingel              | 1'100     |
| EHC Thun              | Thun         | Kunsteisbahn Grabengut           | 2'500     |

## Qualifikation
Abkürzungen: GP = Gespielte Spiele, S = Siege, N = Niederlagen, SNV = Siege nach Verlängerung NNV = Niederlagen nach Verlängerung, SNP = Siege nach Penaltyschiessen, NNP = Niederlagen Penaltyschiessen, TVH = Torverhältnis, P/Sp = Punkte pro Spiel
Erläuterungen: Playoffs Pre-Playoffs Playout
| Rang | Team                  | GP | S  | SNV | SNP | NNP | NNV | N  | Tore   | TVH  | Punkte | P/SP  |
| ---- | --------------------- | -- | -- | --- | --- | --- | --- | -- | ------ | ---- | ------ | ----- |
| 01.  | EHC Chur              | 32 | 22 | 2   | 0   | 4   | 2   | 2  | 125:53 | 72   | 76     | 2.375 |
| 02.  | Hockey Huttwil        | 32 | 18 | 5   | 4   | 0   | 0   | 5  | 145:77 | 68   | 72     | 2.250 |
| 03.  | EHC Seewen            | 32 | 22 | 0   | 1   | 1   | 0   | 8  | 133:70 | 63   | 69     | 2.156 |
| 04.  | EHC Frauenfeld        | 32 | 15 | 1   | 2   | 2   | 2   | 10 | 112:99 | 13   | 55     | 1.719 |
| 05.  | EHC Thun              | 32 | 16 | 2   | 0   | 1   | 1   | 12 | 98:81  | 17   | 54     | 1.688 |
| 06.  | EHC Arosa             | 32 | 15 | 0   | 3   | 1   | 2   | 11 | 87:73  | 14   | 54     | 1.688 |
| 07.  | HC Franches-Montagnes | 32 | 14 | 3   | 0   | 3   | 2   | 10 | 125:93 | 32   | 53     | 1.656 |
| 08.  | SC Lyss               | 32 | 11 | 3   | 0   | 1   | 2   | 15 | 82:112 | –30  | 42     | 1.312 |
| 09.  | SC Langenthal         | 32 | 6  | 2   | 3   | 1   | 3   | 17 | 74:125 | –51  | 32     | 1.000 |
| 10.  | EHC Bülach            | 32 | 6  | 4   | 1   | 1   | 2   | 18 | 87:127 | –40  | 31     | 0.969 |
| 11.  | HC Düdingen Bulls     | 32 | 6  | 0   | 3   | 1   | 4   | 18 | 73:121 | –48  | 29     | 0.906 |
| 12.  | GDT Bellinzona        | 32 | 2  | 0   | 0   | 1   | 2   | 27 | 49:159 | –110 | 9      | 0.281 |

## Playoffs

### Playoffbaum
| Pre-Playoffs                                                                                           | Pre-Playoffs                                                                                           | Pre-Playoffs                                                                                           | | Viertelfinal                                                                                           | Viertelfinal                                                                                           | Viertelfinal                                                                                           | | Halbfinal                                                                                              | Halbfinal                                                                                              | Halbfinal                                                                                              |   |          | Final      | Final | Final |
| | | | | | | | | | | |   |          |            |       |       |
| 8 | SC Lyss                                                                                                | 0 | | 1 | EHC Chur                                                                                               | 3 | | | | |   |          |            |       |       |
| 9 | SC Langenthal                                                                                          | 2 | | 9 | SC Langenthal                                                                                          | 1 | | | | |   |          |            |       |       |
| | | | | | | | 1 | EHC Chur                                                                                               | 3 | |   |          |            |       |       |
| 5 | EHC Thun                                                                                               | 0 | | | | | | | | |   |          |            |       |       |
| 7 | HC Franches-Montagnes                                                                                  | 2 | | 2 | Hockey Huttwil                                                                                         | 3 | | | | |   |          |            |       |       |
| 10 | EHC Bülach                                                                                             | 0 | | 7 | HC Franches-Montagnes                                                                                  | 2 | | | | |   |          |            |       |       |
| (Die Teams werden nach dem Viertelfinale neu gesetzt. Das besser gesetzte Team hat jeweils Heimrecht.) | (Die Teams werden nach dem Viertelfinale neu gesetzt. Das besser gesetzte Team hat jeweils Heimrecht.) | (Die Teams werden nach dem Viertelfinale neu gesetzt. Das besser gesetzte Team hat jeweils Heimrecht.) | (Die Teams werden nach dem Viertelfinale neu gesetzt. Das besser gesetzte Team hat jeweils Heimrecht.) | (Die Teams werden nach dem Viertelfinale neu gesetzt. Das besser gesetzte Team hat jeweils Heimrecht.) | (Die Teams werden nach dem Viertelfinale neu gesetzt. Das besser gesetzte Team hat jeweils Heimrecht.) | (Die Teams werden nach dem Viertelfinale neu gesetzt. Das besser gesetzte Team hat jeweils Heimrecht.) | (Die Teams werden nach dem Viertelfinale neu gesetzt. Das besser gesetzte Team hat jeweils Heimrecht.) | (Die Teams werden nach dem Viertelfinale neu gesetzt. Das besser gesetzte Team hat jeweils Heimrecht.) | (Die Teams werden nach dem Viertelfinale neu gesetzt. Das besser gesetzte Team hat jeweils Heimrecht.) | (Die Teams werden nach dem Viertelfinale neu gesetzt. Das besser gesetzte Team hat jeweils Heimrecht.) | 1 | EHC Chur | 3          |       |       |
| (Die Teams werden nach dem Viertelfinale neu gesetzt. Das besser gesetzte Team hat jeweils Heimrecht.) | (Die Teams werden nach dem Viertelfinale neu gesetzt. Das besser gesetzte Team hat jeweils Heimrecht.) | (Die Teams werden nach dem Viertelfinale neu gesetzt. Das besser gesetzte Team hat jeweils Heimrecht.) | (Die Teams werden nach dem Viertelfinale neu gesetzt. Das besser gesetzte Team hat jeweils Heimrecht.) | (Die Teams werden nach dem Viertelfinale neu gesetzt. Das besser gesetzte Team hat jeweils Heimrecht.) | (Die Teams werden nach dem Viertelfinale neu gesetzt. Das besser gesetzte Team hat jeweils Heimrecht.) | (Die Teams werden nach dem Viertelfinale neu gesetzt. Das besser gesetzte Team hat jeweils Heimrecht.) | (Die Teams werden nach dem Viertelfinale neu gesetzt. Das besser gesetzte Team hat jeweils Heimrecht.) | (Die Teams werden nach dem Viertelfinale neu gesetzt. Das besser gesetzte Team hat jeweils Heimrecht.) | (Die Teams werden nach dem Viertelfinale neu gesetzt. Das besser gesetzte Team hat jeweils Heimrecht.) | (Die Teams werden nach dem Viertelfinale neu gesetzt. Das besser gesetzte Team hat jeweils Heimrecht.) |   | 3        | EHC Seewen | 2     |       |
| | | | | 3 | EHC Seewen                                                                                             | 3 | | | | |   |          |            |       |       |
| 6 | EHC Arosa                                                                                              | 2 | | | | | | | | |   |          |            |       |       |
| | | | 2 | Hockey Huttwil                                                                                         | 1 | | | | | |   |          |            |       |       |
| 3 | EHC Seewen                                                                                             | 3 | | | | | | | | |   |          |            |       |       |
| 4 | EHC Frauenfeld                                                                                         | 0 | | | | | | | | |   |          |            |       |       |
| 5 | EHC Thun                                                                                               | 3 | | | | | | | | |   |          |            |       |       |

### Playout
|                                    | Serie | 1         | 2         | 3   | 4   | 5         | [Q]   |
| ---------------------------------- | ----- | --------- | --------- | --- | --- | --------- | ----- |
| HC Düdingen Bulls – GDT Bellinzona | 2:3   | 5:6 n. V. | 3:2 n. V. | 2:3 | 5:2 | 4:5 n. V. | [-:-] |

### Pre-Playoff
|                                    | Serie | 1   | 2   | 3   | [Q]   |
| ---------------------------------- | ----- | --- | --- | --- | ----- |
| HC Franches-Montagnes – EHC Bülach | 2:0   | 4:2 | 5:2 | -:- | [-:-] |
| SC Lyss – SC Langenthal            | 0:2   | 2:4 | 2:4 | -:- | [-:-] |

### Viertelfinal
|                                        | Serie | 1         | 2   | 3         | 4         | 5         | [Q]   |
| -------------------------------------- | ----- | --------- | --- | --------- | --------- | --------- | ----- |
| EHC Chur – SC Langenthal               | 3:1   | 5:0       | 2:4 | 10:0      | 4:2       | -:-       | [-:-] |
| Hockey Huttwil – HC Franches-Montagnes | 3:2   | 8:1       | 2:4 | 5:3       | 1:2 n. V. | 3:0       | [-:-] |
| EHC Seewen – EHC Arosa                 | 3:2   | 3:2 n. V. | 3:1 | 2:3 n. V. | 1:4       | 3:2 n. V. | [-:-] |
| EHC Frauenfeld – EHC Thun              | 0:3   | 1:5       | 2:3 | 2:4       | -:-       | -:-       | [-:-] |

### Halbfinal
|                             | Serie | 1   | 2   | 3   | 4   | 5   | [Q]   |
| --------------------------- | ----- | --- | --- | --- | --- | --- | ----- |
| EHC Chur – EHC Thun         | 3:0   | 2:0 | 4:0 | 5:2 | -:- | -:- | [-:-] |
| Hockey Huttwil – EHC Seewen | 1:3   | 3:0 | 3:5 | 4:5 | 2:4 | -:- | [-:-] |

### Final
| 21.03.2024 20:00 | EHC Chur Mika Burkhalter (21:47) Cedric Gysi (31:35) | 2:3 (0:3, 2:0, 0:0) Spielbericht Stand: 0:1 | EHC Seewen Noé Bachmann (01:07) Yannick Capaul (13:28) Adrian Steiner (18:13) | Thomas Domenig Stadion, Chur Zuschauer: 2006 |

| 23.03.2024 20:15 | EHC Seewen Livio Reichmuth (18:58) Luca Langenegger (27:27) Livio Langenegger (47:36) Shootout (80:00) | 4:3 n. P. (1:1, 1:1, 1:1, 1:0) Spielbericht Stand: 2:0 | EHC Chur Lars Frei (07:24) Timo Demuth (31:10) Timo Demuth (59:40) | Kunsteisbahn Zingel, Seewen Zuschauer: 1100 (ausverkauft) |

| 26.03.2024 20:00 | EHC Chur Greg Halberstadt (09:41) Greg Halberstadt (13:20) Greg Halberstadt (40:55) | 3:2 (2:1, 0:0, 1:1) Spielbericht Stand: 1:2 | EHC Seewen Livio Langenegger (02:09) Calvin Schleiss (53:55) | Thomas Domenig Stadion, Chur Zuschauer: 2555 |

| 28.03.2024 20:15 | EHC Seewen Livio Langenegger (37:21) Yannick Capaul (55:17) | 2:3 n. P. (0:2, 1:0, 1:0, 0:1) Spielbericht Stand: 2:2 | EHC Chur Mika Burkhalter (02:10) Lars Kieni (17:11) Shootout (80:00) | Kunsteisbahn Zingel, Seewen Zuschauer: 1100 (ausverkauft) |

| 30.03.2024 18:30 | EHC Chur Lukas Rubin (33:42) Simon Jan Marha (48:48) Daniel Carbis (59:47) (EN) | 3:1 (0:0, 1:0, 2:1) Spielbericht Stand: 3:2 | EHC Seewen Livio Langenegger (58:14) | Thomas Domenig Stadion, Chur Zuschauer: 3000 |

### Meistermannschaft des EHC Chur
| MyHockey League Meister EHC Chur | Torhüter: Julian Caviezel, Adrian Düggelin, Tizian Kalbermatter, Elijah Neuenschwander, Felix Beuchert Olesen, Niels Riesen, Jan Rutz, Seya Scheidegger Verteidiger: Ron Fischer, Donovan Fitzgerald, Cedric Gysi, Anton Haberbeck, Lars Kieni, Ennio Knuchel, Simon Lüthi, Samuele Pozzorini, Denys Rubanik, Lukas Rubin, Serge Weber, Koren Winter Angreifer: Fabian Berri, Mischa Bleiker, Mika Burkhalter, Daniel Carbis, Timo Demuth, Ronny Dähler, Mauro Frehner, Tom Frehner, Lars Frei, Greg Halberstadt, Simon Marha, Robin Ramsauer, Robin Schwab, Maurin Tosio, Luca Wyss Trainer: Reto von Arx, Jan von Arx |

2017/18 |
2018/19 |
2019/20 |
2020/21 |
2021/22 |
2022/23 |
2023/24 |
2024/25